# Marcus Jäger den äldre

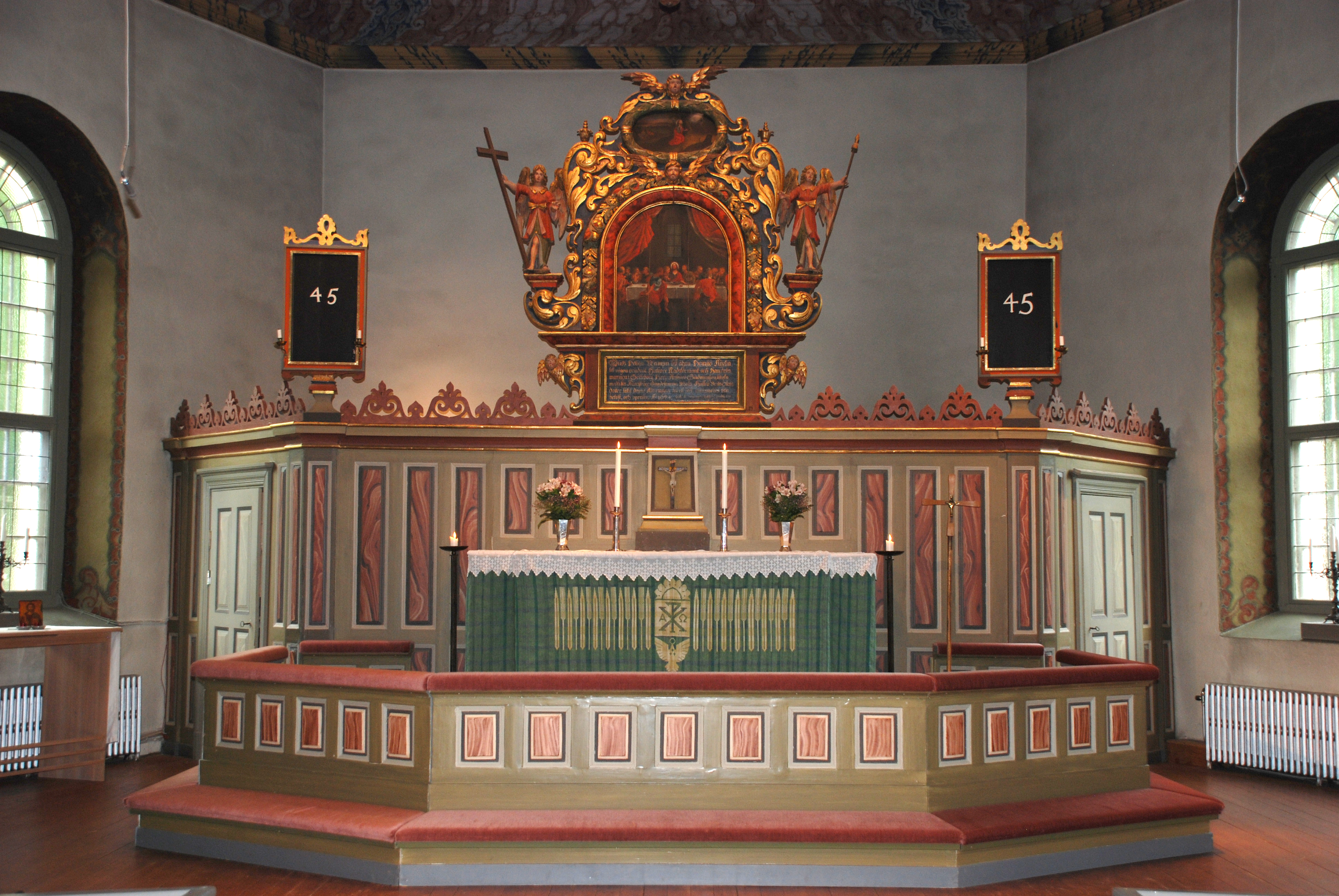
Altaruppsats i Hemsjö kyrka.

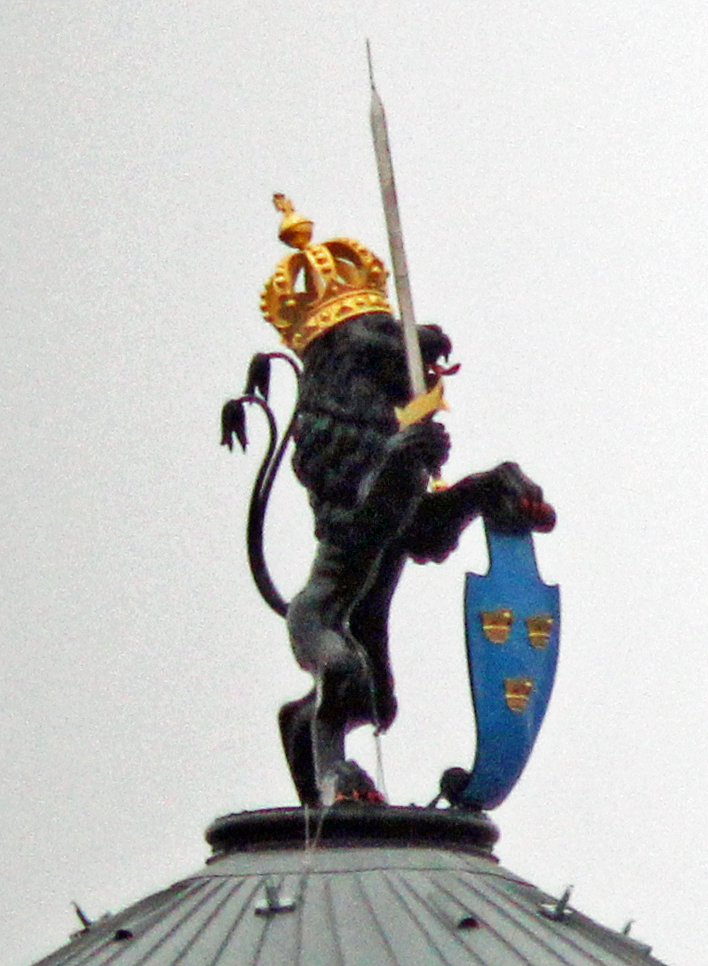
Prydnaden på Skansen Lejonet. Ursprungligen snidad av Jäger.

Marcus Jäger den äldre, född den 1626 i Stralsund, död 10 februari 1707 i Göteborg, var en tysk-svensk bildhuggare.

## Biografi
Han kom till Sverige från Stralsund, som då var en svensk del av Tyskland, och fick burskap som bildhuggare i Göteborg 1683. Jäger utsmyckade ett flertal kyrkor i Göteborgs stift med predikstolar, dopfunter och altaruppsater. Verk av Jäger finns även i Stralsund, bland annat i St.-Jakobi-Kirche och St.-Nikolai-Kirche. Även sonen Marcus blev bildhuggare, verksam i Göteborg.

## Verk
- 1672 Lysekils kyrka. Predikstol ursprungligen tillverkad för Tyska kyrkan, Göteborg och såld till Lysekil 1797.
- 1674 Hemsjö kyrka. Altaruppsats.
- 1680 Landvetters kyrka. Altaruppsats.
- 1683 Kungälvs kyrka. Altaruppsats.
- 1683 Styrsö kyrka. Altaruppsats och predikstol.
- 1687 Getinge kyrka. Dopfunt och troligen även två friskulpturer, som tidigare tillhört Tyska kyrkan i Göteborg, men skänkt till Getinge 1817.
- 1689 Fässbergs kyrka. Predikstol.
- 1692 Skansen Kronan och Skansen Lejonet. Takprydnaderna.
- 1696 Bro kyrka, Bohuslän. Altaruppsats.
- 1697-1707 Morlanda kyrka. Altaruppsats.
- 1698 Onsala kyrka. Altaruppsats.
- 1700 Surteby kyrka. Omarbetning av predikstol.
- 1704 Västerlanda kyrka. Altaruppsats.
- 1705 Skepplanda kyrka. Predikstol och altaruppsats.
- 1705 Foss kyrka. Dopfunt.